# バーベル (SS-316)
バーベル (USS Barbel, SS-316) は、アメリカ海軍の潜水艦。バラオ級潜水艦の一隻。艦名はバーベル（コイ科の魚）に因む。

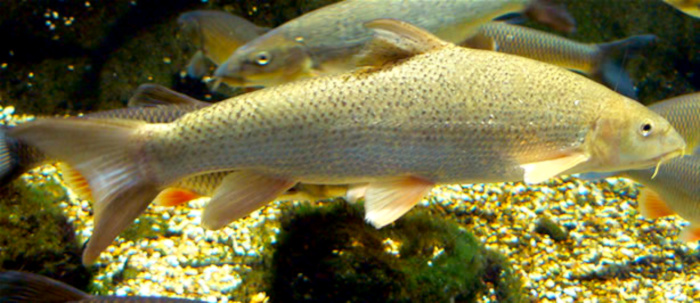
コモン・バーベル（Common barbel）

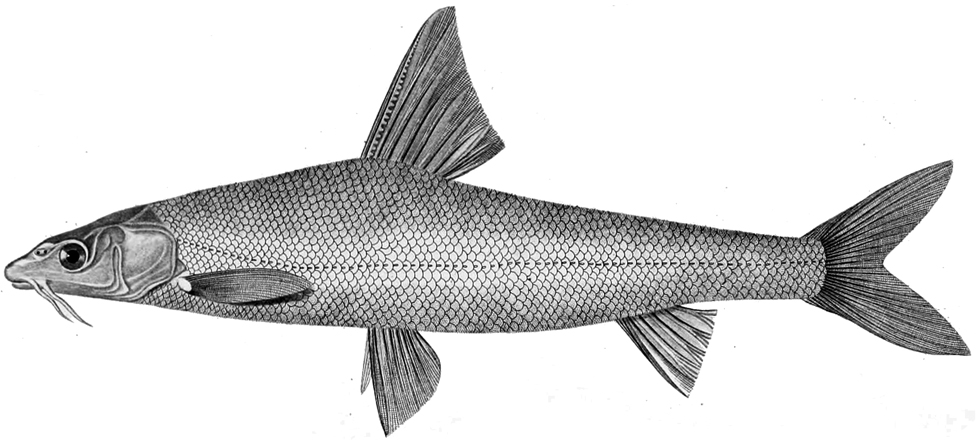
アラル・バーベル（Aral barbel）

## 艦歴
バーベルは1943年3月11日にコネチカット州グロトンのエレクトリック・ボート社で起工する。1943年11月14日にハロルド・A・アラン夫人によって進水し、艦長ロバート・A・キーティング・ジュニア少佐（アナポリス1933年組）の指揮下1944年4月3日に就役する。その後、バーベルは真珠湾に回航され6月21日に到着し、哨戒の準備を行う。

### 第1、第2、第3の哨戒 1944年7月 -
7月15日、バーベルは最初の哨戒で日本近海および南西諸島方面に向かった。8月5日昼過ぎ、バーベルは北緯27度34分 東経128度55分 / 北緯27.567度 東経128.917度の徳之島南方で、奄美大島から駆潜特務艇3隻を伴って那覇に向かっていた小型貨客船宮古丸（大阪商船、970トン）を発見。魚雷を発射し1本が宮古丸の左舷に命中、宮古丸は船体切断の上轟沈した。4日後の8月9日早朝、バーベルは北緯27度56分 東経128度47分 / 北緯27.933度 東経128.783度の地点でミ08船団を発見し、澎湖丸（拿捕船/南日本汽船委託、2,333トン/旧英船Sagres）を撃沈。また、同じ8月9日に沖縄島北方で八義丸（南洋海運、1,937トン）も撃沈した。さらに8月13日には北緯28度31分 東経129度18分 / 北緯28.517度 東経129.300度の奄美大島沖で雑用船興安丸（沢山商事、223トン）を撃沈するなど、初陣ながら猛威を振るった。8月21日、バーベルは36日間の行動を終えてマジュロに帰投した。
9月13日、バーベルは2回目の哨戒で日本近海に向かった。9月25日、バーベルは北緯29度46分 東経129度40分 / 北緯29.767度 東経129.667度のトカラ列島近海で臨時ナカ502船団の疎開船武洲丸（日之出汽船、1,222トン）を撃沈。その他に千鳥型水雷艇と駆逐艦を撃沈し、中型貨物船と大型タンカーを撃破したと主張した。10月24日、バーベルは40日間の行動を終えてサイパン島に帰投した。
10月30日、バーベルは3回目の哨戒で南シナ海に向かった。11月14日、バーベルは北緯15度10分 東経112度40分 / 北緯15.167度 東経112.667度のインドシナ半島バタンガン岬東方海上で、マニラから楡林港に向かっていたマユ10船団を発見。23時15分にまず美崎丸（松岡汽船、4,422トン）を撃沈した後、なおも船団を追跡。日付が変わった11月15日1時過ぎ、北緯15度15分 東経112度10分 / 北緯15.250度 東経112.167度の地点での2回目の攻撃で杉山丸（山下汽船、4,379トン）の右舷側に魚雷を命中させて、これを撃沈した。バーベルはオーストラリアに向かった。12月7日、バーベルは38日間の行動を終えてフリーマントルに帰投。艦長がコンデ・L・ラゲット（アナポリス1938年組）に代わった。

### 第4の哨戒 1945年1月 - 2月・喪失
1945年1月5日、バーベルは4回目の哨戒で南シナ海に向かった。1月8日、オーストラリア北西部のエクスマス湾で燃料を補給した後、ロンボク海峡からジャワ海、カリマタ海峡を経由して南シナ海に入った。1月27日、バーベルは司令部からパーチ (USS Perch, SS-313)、ガビラン (USS Gabilan, SS-252) とウルフパックを構成し、バラバク海峡西方入り口とパラワン水道南方入り口を哨戒するよう命令を受けた。2月3日、バーベルは近在の僚艦ツナ (USS Tuna, SS-203)、ブラックフィン (USS Blackfin, SS-322) に対して、「敵機の爆雷攻撃を3回受けており、翌日の夜に詳細を報告する」との通信を行った。その後、バーベルからの音信は無かった。ツナは消息を絶ったバーベルと会合するよう司令を受けたが、期限の2月7日にバーベルを姿を現さず、会合できなかった。バーベルは1945年2月16日に喪失したことが公式に報告された。
日本側の記録である『765空飛行機隊戦闘行動調書』では、2月4日朝7時過ぎにバラバク海峡哨戒のためにラブアン島を発進した天山が、8時45分と9時にパラワン島南西沖で潜水艦への攻撃を行ったことを報告した。2個の爆弾を投下し1発が潜水艦の艦橋直下に命中し、潜水艦は爆炎に包まれ、大型潜水艦一隻撃沈を報じた。おそらくこれがバーベルの最期だと思われる。その前にも1月31日に2回、2月1日と2月2日に各1回、2月3日に2回と、計6回もの対潜攻撃が記録されており、これはバーベルからの「敵機の爆雷攻撃を3回受けており」という通信のいずれかに相当するものと考えられている。
バーベルは第二次世界大戦の戦功で3個の従軍星章を受章した。また、4回の哨戒を行ない合計7隻の日本の船を沈め、その総トン数は15,486トンに上った。